# Marcos Riquelme
Marcos Daniel Riquelme (Buenos Aires, 18 febbraio 1988) è un calciatore argentino, attaccante del Real Pilar.

## Carriera
Ha militato nella prima divisione dei campionati cileno, boliviano e peruviano.